# Extant
Extant (en inglés: «Existente») es una serie de ciencia ficción emitida por la cadena CBS. La serie gira en torno a una astronauta que vuelve a casa con su familia inexplicablemente embarazada, después de un año en el espacio exterior. El 7 de agosto de 2013, CBS anunció que la serie contaría con 13 episodios, sin pasar por la etapa del tradicional  episodio piloto. La producción comenzó en Los Ángeles durante el mes de febrero. Extant se estrenó el 9 de julio de 2014. El  9 de octubre de 2014 la CBS renovó Extant por una segunda temporada, que fue estrenada el 1 de julio de 2015. El 25 de octubre de 2015 , CBS anunció su decisión de cancelar la serie después de 2 temporadas.

## Argumento
Molly Woods (Halle Berry), una astronauta que, tras pasar un año en el espacio, regresa a la tierra tratando de retomar el contacto con su familia, de la que poco sabe desde entonces. Su marido John (Goran Visnjic) es un perspicaz científico quien fue el encargado de diseñar a su propio hijo Ethan (Pierce Gagnon), debido a la infertilidad de su esposa, como parte de un proyecto de creación de los llamados "humanics" (robots humanos).

## Reparto
| Personaje       | Actor/Actriz    | Temporada  |
| Personaje       | Actor/Actriz    | 1          |
| --------------- | --------------- | ---------- |
| Molly Woods     | Halle Berry     | Principal  |
| John Woods      | Goran Visnjic   | Principal  |
| Ethan Woods     | Pierce Gagnon   | Principal  |
| Sam Barton      | Camryn Manheim  | Principal  |
| Hideki Yasumoto | Hiroyuki Sanada | Principal  |
| Julie Gelineau  | Grace Gummer    | Principal  |
| Alan Sparks     | Michael O'Neill | Principal  |
| Femi Dodd       | Annie Wersching | Recurrente |
| Marcus Dawkins  | Sergio Harford  | Recurrente |
| Katie Sparks    | Tessa Ferrer    | Recurrente |
| Charlie Arthurs | Tyler Hilton    | Recurrente |

## Recepción

### Crítica
Extant ha recibido críticas favorables. Metacritic le dio una puntuación de 68 sobre 100, basado en 31 críticos, con opiniones "generalmente favorables". El sitio Web Rotten Tomatoes le dio un 82% de aprobación, con una calificación de 7.3/10, sobre la base de una suma de 28 reseñas.

### Premios y nominaciones
| Año  | Ceremonia                        | Nominados | Premio                      | Resultado |
| ---- | -------------------------------- | --------- | --------------------------- | --------- |
| 2014 | Critics Choice Television Awards | Extant    | Serie nueva más emocionante | Ganador   |

## Episodios

### Primera temporada
| Temporada - Episodio | Título en inglés         | Título en español              | Director(es)      | Guionista(s)    | Estreno en EE. UU.       | Estreno en España   | Audiencia en EE. UU. (millones) | Audiencia en España |
| -------------------- | ------------------------ | ------------------------------ | ----------------- | --------------- | ------------------------ | ------------------- | ------------------------------- | ------------------- |
| 1 - 1                | Re-Entry                 | Reentrada                      | Allen Coulter     | Mickey Fisher   | 9 de julio de 2014       | 22 de junio de 2015 | 9,58                            | 2 673 000 (14,6%)   |
| 1 - 2                | Extinct                  | Extinción                      | Matt Earl Beesley | Leslie Bohem    | 16 de julio de 2014      | 22 de junio de 2015 | 7,96                            | 2 647 000 (15,2%)   |
| 1 - 3                | Wish You Were Here       | Ojalá estuvieras aquí          | Holly Dale        | Mickey Fisher   | 23 de julio de 2014      | 29 de junio de 2015 | 6,48                            | 1 952 000 (11,4%)   |
| 1 - 4                | Shelter                  | Refugio                        | Paris Barclay     | Greg Walker     | 30 de julio de 2014      | 29 de junio de 2015 | 5,92                            | 1 680 000 (10,5%)   |
| 1 - 5                | What on Earth is Wrong?  | Problemas terrenales           | Dan Lerner        | Peter Ocko      | 6 de agosto de 2014      | 6 de julio de 2015  | 5,94                            | 1 303 000 (8,0%)    |
| 1 - 6                | Nightmares               | Pesadillas                     | Adam Arkin        | Eliza Clark     | 13 de agosto de 2014     | 6 de julio de 2015  | 5,68                            | 1 252 000 (8,6%)    |
| 1 - 7                | More in Heaven and Earth | Más en el Cielo y en la Tierra | Christine Moore   | Vanessa Reisen  | 20 de agosto de 2014     | 13 de julio de 2015 | 5,57                            | 1 018 000 (6,5%)    |
| 1 - 8                | Incursion                | Incursión                      | Paul McCrane      | Gavin Johannsen | 20 de agosto de 2014     | 13 de julio de 2015 | 5,57                            | 1 117 000 (7,5%)    |
| 1 - 9                | Care and Feeding         | Cuidado y manutención          | Dan Attias        | Mickey Fisher   | 27 de agosto de 2014     | 20 de julio de 2015 | 5,67                            | 917 000 (6,3%)      |
| 1 - 10               | A Pack of Cards          | Una baraja                     | Dan Lerner        | Leslie Bohem    | 27 de agosto de 2014     | 20 de julio de 2015 | 5,67                            | 949 000 (6,8%)      |
| 1 - 11               | A New World              | Un mundo nuevo                 | Kevin Dowling     | Eliza Clark     | 3 de septiembre de 2014  | 27 de julio de 2015 | 5,78                            | 1 019 000 (6,9%)    |
| 1 - 12               | Before the Blood         | Antes de la sangre             | David Solomon     | Peter Ocko      | 10 de septiembre de 2014 | 27 de julio de 2015 | 4,64                            | 914 000 (6,6%)      |
| 1 - 13               | Ascension                | Ascensión                      | Miguel Sapochnick | Mickey Fisher   | 17 de septiembre de 2014 | 27 de julio de 2015 | 5,45                            | 830 000 (8,2%)      |